# Danny Tadaris
Danny Daniel Tadaris, född 28 juni 1989 i Växjö, är en svensk före detta fotbollsspelare. Han spelade bland annat för Östers IF och Vasalunds IF.

## Klubbkarriär
Tadaris moderklubb är Hovshaga AIF. Han spelade mellan åren 2002 och 2010 för Öster. Den 7 december 2010 blev det klart att Tadaris lämnar Öster. Efter att Tadaris lämnade Öster spelade han för Vasalund i Stockholm, trots att han hade ett bra betalt erbjudande från en fotbollsklubb i Syrien, eftersom han i Stockholm kunde kombinera fotbollen med studier till civilekonom.
Inför säsongen 2017 gick Tadaris till division 2-klubben IFK Aspudden-Tellus. Säsongen 2018 spelade han fem matcher och gjorde ett mål för Rinkeby United i Division 4. I augusti 2019 gick Tadaris till division 4-klubben Åryds IK. Han spelade en match för klubben under säsongen 2019.
Tadaris spelade som kapten i Akropolis IF:s premiärmatch i Division 2 2022 då de förlorade med 28–0 mot IFK Stocksund. Klubben hade inför säsongsstarten stora ekonomiska skulder samt inga kontrakterade spelare utan fick istället ringa in spelare till matchen med kort varsel.